# Hopea kerangasensis
Hopea kerangasensis är en tvåhjärtbladig växtart som beskrevs av Peter Shaw Ashton. Hopea kerangasensis ingår i släktet Hopea och familjen Dipterocarpaceae. Inga underarter finns listade i Catalogue of Life.